# 房寺镇
房寺镇，是中华人民共和国山東省德州市禹城市下辖的一个乡镇级行政单位。

## 行政区划
房寺镇下辖以下地区：
房寺社区、杨林于社区、善集社区、南连五社区、柳吴社区、河口赵社区、范赵社区、李三尖社区、董王社区、南刘社区、南店社区、镇东社区、友谊社区、大程社区、霍翟徐社区、连五庄社区、南集社区、石桥社区、三合庄社区、朱任冯社区、双河社区、张靳明社区、马侯社区、瓜张社区、于王社区、鲁夏社区、阳光社区、屠夏社区、王李霍社区、孙楼社区、尚纸坊社区、马孙社区、陈寨社区、张苏社区、新星社区、五星社区、大李店社区、三友社区、木王李社区、莲花社区、焦庄社区、西湖社区、姜园社区、戴梁社区、乐源社区、福全社区、韩王庄社区、北源社区、邢店社区、大尚村、狮子昝村、崔李村、楼子王村、曲庄村、东崔村、尚庄村、北夏村、红星村、尉庄村、东明屯村、蓖子杨村和石佛寺村。